# Arthur Benoit
 (novembre 2020).
Pour les articles homonymes, voir Benoit.
Arthur Benoit, né le 31 juillet 1828 à Bourdonnay (alors en Meurthe) et mort le 15 février 1898 à Berthelming-sur-Sarre en Alsace-Lorraine allemande, est un collectionneur et bibliophile, archéologue et historien français.  

## Biographie
Son frère aîné Louis, amateur de livres et de recherches archéologiques et historiques, pendant ses jeunes années à l'instar de son frère cadet Arthur, est devenu bibliothécaire en chef de la ville de Nancy en 1867.
Le premier article connu d'Arthur est adressé au Journal de la société d'archéologie de Lorraine, au début des années 1860. Les frères s'intéressent à l'histoire lotharingienne et à l'histoire religieuse, aux curieuses limites des diocèses de Strasbourg et de Metz, mais aussi au pays de Vic-sur-Seille et au Westrich, leurs contrées natales ou encore, aux diverses contrées plus orientales des Vosges, incluant surtout dans leur attrait les Basses Vosges forestières. Arthur comprend que la connaissance des lieux reculés, tels que les obscures vallées vosgiennes subissant l'exode rural, éclaire autrement l'historien sur les legs du passé, et que les partitions territoriales jugées désuètes ou historiques en ressortent avec d'autant plus de force que la connaissance est à la fois ancrée dans l'histoire locale et l'économie paysanne. Le jeune historien et ethnographe amateur se pose ces questions sans a priori : pourquoi la limite, la frontière administrative ou religieuse, communautaire ou politique, culturelle ou rituelle sont là, et non ailleurs ? Quand et comment sont-elles apparues ? Il perçoit très bien qu'elles sourdent autant des hommes du lieu que des conséquences des grands événements ou mutations historiques parfois lointains.
Arthur, esprit ouvert et curieux, travailleur et généreux, se dévoue auprès des associations et sociétés savantes locales pour dresser des tables exhaustives, parfois des résumés et synthèses, de leurs ouvrages ou articles. S'il apprend beaucoup, il perçoit à la première place les lacunes et manques de ces associations et sociétés. Il devient un collaborateur et auteur des Mémoires de la Société d'archéologie Lorraine.
Après la mort de son époux, madame Benoit mère, se retire dans son domaine chéri de Berthelming, près de Fénétrange. Quelques années plus tard, après ses études, en 1856, le jeune Arthur la rejoint dans la propriété familiale pour se consacrer à ses recherches érudites, littéraires, mais aussi de plus en plus à l'histoire et l'archéologie locale de cette contrée saargovienne du Westrich. Pour s'insérer dans le milieu local et exercer une activité légale, il devient suppléant de la justice de paix de Fénétrange. Il se retire de sa charge en 1871, n'ayant nulle envie de rejoindre l'administration prussienne en tant que subalterne.

## Chercheur et acteur de la vie associative
En 1860, Arthur Benoit propose "une excursion dans les Vosges, la vallée du Blancrupt" à l'attention du cénacle de la  "conférence littéraire" de Nancy. Son intervention remarquée sur la commune de Turquestein et la vallée de la Sarre blanche coulant depuis le versant nord du Donon fait l'objet d'une publication par l'éditeur Hinzelin.
Des érudits catholiques ont souvent loué Arthur Benoit comme un historien champêtre, amoureux de sa petite patrie saargovienne, pour affirmer aussitôt qu'il s'était résolu à franchir la rivière Zinsel, marquant la frontière entre Alsace et Lorraine. En réalité, comme le prouvent ses relations intenses avec les principales société savantes de Lorraine, des Vosges et de l'Alsace, dont il est membre ou correspondant, et pour lesquelles il écrit plus de 125 articles de fond. 
Arthur Benoit à l'apogée de sa carrière bénévole se comporte comme un fédérateur d'associations savantes. Il écrit chez lui, mais se rend librement aux réunions importantes ou aux assemblées générales d'associations. 
Il n'est donc pas étonnant de le retrouver comme membre correspondant de la jeune société philomatique vosgienne, dès la troisième année, en 1877. L'année précédente, pour marquer sa considération et son intérêt à la démarche ouverte des "philomates vosgiens", il est l'artisan d'un échange de revue avec la société d'archéologie lorraine de Nancy, le quatrième pour la modeste société vosgienne. Le 1er juin 1876, il a envoyé de Berthelming une note sur une ancienne carte de Lorraine de 1594, qui est intégralement publiée en deux pages dans le second tome du bulletin de la société philomatique vosgienne. En réalité, il fait déjà partie de l'équipe de la section informelle "archéologie et histoire", accueillie avec bienveillance par le président Mathieu-Henri Bardy. Elle compte le savant alsacien Charles Grad, l'avocat et éditeur spécialiste de Dom Calmet François Dinago, le professeur de collège et conservateur muséographe d'Épinal, Félix Voulot, l'avocat Gaston de Golbéry, attaché à l'histoire médiévale du chapitre de Saint-Dié et à la gestion de l'avouerie ducale, en particulier la mairie de Taintrux-Robache, l'historien et folkloriste lorrain Louis Jouve, le colonel Paul de Boureulle militaire retraité attaché au site fortifié de Châtel, mais aussi Alban Fournier, docteur en médecine rambuvetais, Paul Cabasse, pharmacien de Raon-L'Étape et spécialiste de ses fortifications, le comte Frédéric Seillère, ingénieur et excellent historien du comté et de la principauté de Salm... bref des historiens de terrain et aussi d'archives, souvent décriés par la plupart des savants dogmatiques. Elle doit réfléchir aux thèmes et aux partitions pertinentes de géographie historique. 
Arthur Benoit, écouté au cours des débats philomates, impose des thématiques de recherches en liaison avec les partitions d'anciens ensembles cohérents aux niveaux religieux ou seigneuriaux, ainsi par exemple les premières emprises foncières encore fragiles du duché de Lorraine au XIIe, les espaces en partie indépendants comme la seigneurie de Châtel, le comté de Salm et la ville de Rambervillers sous égide partielle des évêques de Metz, les possessions monastiques comme les terres de l'abbaye stivalienne, l'ancienne puissance monastique de Moyenmoutier, l'abbaye de Senones, le chapitre canonial de Saint-Dié sur lequel plane l'ombre de la maison comtale de Dabo-Eguisheim, au-delà de la maison ducale de Lorraine, monopolisant prosaïquement le rôle de voué protecteur ... Il incite les philomates vosgiens à suivre des thématiques sur des secteurs privilégiés, en commençant par des monographies à l'échelle communale, donne l'exemple en devenant un auteur prolifique jusqu'à sa mort. Il s'attache en particulier de manière précoce à développer investigations et études, par exemple dans la vallée de la Meurthe avec Lunéville et ses environs.
Mais l'histoire de la Lorraine doit aussi être abordée selon des cadres géographiques pertinents, souvent des zones d'ombres oubliées de la recherche officielle.
Aussi, pour d'autres revues ou sociétés, il n'oublie de mettre en valeur le pays de la Seille, les pays de la Sarre, le pays de Bitche, les confins entre Lorraine et Alsace. Maîtrisant le latin médiéval et l'allemand, excellent connaisseur des dialectes germanophones de l'ancienne Mosellane, il est aussi éditeur scientifique, annotateur ou traducteur d'ouvrages.
Il est correspondant de l'académie nationale de Metz en 1877.
Son intérêt pour les anciennes frontières lorraines le pousse à poursuivre ses investigations en Champagne.

## Publications et travaux d'Arthur Benoit, de Berthelming.
- Blocus de Phalsbourg en 1815, Revue de l'Est, 1868, 35 pages. (Histoire du 9e bataillon des gardes nationaux d'élite du département de la Meurthe, Armée du Rhin, 1815)
- Collections et collectionneurs alsaciens, 1600-1820, antiquités, monnaies, médailles, tableaux, manuscrits, gravures, curiosités...  in octo, 82 pages, Strasbourg, 1875.
- Les gendarmes rouges de Lunéville
- Les bibliophiles, les collectionneurs et les bibliothèques des monastères des Trois-Evéchés, 1552-1790, in octo, édition et imprimerie R. Wiener, Nancy, 1884, 300 pages avec planches.

### Publications dispersées dans lesbulletins de la Société Philomatique Vosgienne
Publications dispersées dans les bulletins de la Société Philomatique Vosgienne :
- Sur une ancienne carte de Lorraine (1594), II, p. 52, 53.
- L’école gratuite d’accouchement de Saint-Dié, III, p. 61 à 65.
- Une page inédite de l’histoire de la principauté de Salm : le dernier prince régnant et l’empereur Joseph II, IV, p. 110 à 119.
- Joachim de Sandrart. Étude sur Claude Gellée et sur son séjour à Rome, V, p. 5 à 14, portrait.
- Quelques mots sur les abbayes de Moyenmoutier et de Senones en 1759, VI, p. 41 à 44.
- Un épisode du séjour du préfet Dieudonné (des Vosges) dans le département du Nord, VI, p. 103 à 107.
- Catalogue des estampes relatives au département des Vosges antérieures à l’année 1790, VII, p. 5 à 28
- Le chapitre de Saint-Dié à la fin du XVIe siècle. Le grand prévôt Didier de Birstorf (1467-1496), VIII, p. 115 à 122
- Bébé, le nain du roi Stanislas (1741-1764), IX, p. 111 à 126, portrait (en collaboration avec son frère Louis)
- L’abbaye d’Etival (Vosges). Sa bibliothèque, ses manuscrits, ses archives, X, p. 79 à 92, pl
- Note sur la population protestante du bailliage de Saint-Dié de 1700 à 1787, XI, p. 61 à 64
- L’empereur Henri VI dans les Vosges, Saint-Dié-Bruyères (juin 1196), XI, p. 119 à 135, 2 pl
- De la tradition du Dragon dans les anciennes églises – cathédrales de la Lorraine, XII, p. 5 à 18, pl
- Note complémentaire sur Dom Claude Fleurand, de Moyenmoutier, XII, p. 111 à 113.
- Une initiative vosgienne à Saint-Dié à la fin du XVIIIe siècle Les cures par l’électricité, XIII, p. 91 à 101.
- Notes sur les commencements de l’imprimerie à Saint-Dié (1507-1790), XIII, p. 183 à 208, 2 pl.
- L’évêque de Metz Conrad Bayer de Boppart dans les Vosges en 1442, XIII, p. 285-à 290.
- Une abbesse de Remiremont. Elisabeth d’Orléans, duchesse de Guise et d’Alençon (1646-1696), XVI, p. 5 à 30, fac–sim.
- Marguerite de Neufchâtel, abbesse de Baume-les-Dames et de Remiremont (1501-1549), XVII, p. 45 à 61, pl.
- Prospectus de l’Histoire de Lorraine par l’abbé Bexon et six lettres à ce sujet, XVII, p. 115 à 126 ; XVIII, p. 381, 382.
- Les anciennes inscriptions des abbayes de l’ordre de Prémontré, situées dans le département des Vosges (Bonfay, Etival, Flabémont, Mureau), XVIII, p. 61 à 95, pl.
- Notice sur la réunion de la principauté de Salm à la France, XIX, p. 201 à 251, fig.
- Amodiation d’une maison à Remiremont, 17 ou 25 février 1378, XX, p. 69 à 73.
- Anne-Christine de Saxe, princesse royale de Pologne, abbesse de Remiremont (1773-1782), XX, p. 75 à 97.
- Une lettre inédite du chanoine Marchal, XX, p. 137 à 143. – Pièce de vers latine en l’honneur de Jeanne d’Arc, XXI, p. 73 à 77.
- Note sur une plaque de cheminée aux armes d’un comte de Salm (1559), XXI, p. 95 à 100.
- À propos des cabaretiers de Charmes. Note sur les familles Trompette et Claude Gellée, XXII, p. 125 à 131.
- Note sur le véritable lieu d’impression du factum de Ville-sur-Illon (1680), XXII, p. 193 à 202.
- L’abbaye de Haute-Seille dans le comté de Salm (liste des abbés), XXIII, p. 41 à 76, 3 pl.
- Publication du voyage dans les Vosges de l’abbé Grégoire, XXIII, p. 99 à 116.
- Testament de la princesse Louise de Salm en faveur de la Visitation de Nancy (1723), XXIV, p. 265 à 269.
- Les sires de Neufchâtel à Châtel-sur-Moselle ; note sur quelques-uns de leurs tombeaux, XXIV, p. 299 à 309.

Notons aussi les communications qui le concernent dans les bulletins SPV, XI, p. 253 ; XVIII, p. 385, 386 ; XXIII, p. 348, 349, 384, 385.